# 熊抱青春記
是一部2022年上映的美國3D電腦動畫喜劇片，由皮克斯動畫工作室製作，並由華特迪士尼工作室電影發行。該片由石之予編劇和執導，姜晋安和吳珊卓擔任主要配音員。故事以2002年的加拿大多伦多作为主要舞台，叙述13岁华裔少女李美玲偶然发现自己拥有变身成小熊猫的能力后，在生活、人际关係、自我价值观产生的变化，涉及的主题包含青春期的转变、家庭、友誼等。
《熊抱青春記》於2022年2月21日在英國倫敦首映，並定於2022年3月11日上線全球Disney+。電影發行後獲得廣泛佳評，媒體和影評家稱讚電影的視覺動畫、溫暖幽默的風格、人際關係、青春期和自我價值的主題。受限嚴重特殊傳染性肺炎疫情，將院線發行改為Disney+上線的影響，2022年總結時票房僅收獲2093萬美元，對比1.75億美元的預算，成為票房炸彈，但後來在影音串流平台獲得高收視率。其後2024年2月8日在台灣與澳門地區在電影院播映，美國則訂於同年2月9日重新在院線放映，香港則排定於2月17日。
電影入圍第95屆奧斯卡金像獎最佳動畫片、衛星獎與金球獎的最佳動畫獎。第50屆安妮獎共獲得七項提名。

## 劇情
2002年5月，一名住在加拿大多伦多的华裔少女李美玲是一名13岁的初中生。美玲的學業成绩優異，蜜瑞、普莉亚和艾比三位同学常陪伴她左右，她们四个都是男子音乐团体“四城男孩”（4*TOWN）的死忠粉。然而美玲同時要兼顧母亲李明的期望，平日與母親約定要到家附近的宗族祠堂打扫卫生和招攬遊客，而且每項課業都做到尽善尽美。一次，當美玲在床下畫著暗戀對象德文的同人繪圖，被明意外發現，誤以為美玲被男孩騷擾怒不可遏，直接帶著繪圖在公共場合數落德文，直升機父母的行為讓美玲十分難堪。
晚上睡觉时，美玲做红色熊猫雕像的噩梦惊醒，第二天起来时发现自己变成了梦中的红熊猫。美玲竭力躲避父母，不想让他们看到自己变身的模样，却无意中发现自己只有在情绪激动的时候才会变身，只要平静下来就能恢复原样，不知情的父母以为她来了月经初潮。明非常在乎美玲，不惜闯进学校给她送卫生棉，结果她按捺不住尷尬情绪在校園內變身，美玲惊慌失措地逃回家，父母跟她讲述了红熊猫的来历。原来，美玲家族的所有女性成员都有变身红熊猫的能力，这是祖先新怡当初为了抵御外敌、向神灵祈求获得的力量，到了現代卻變成令人困擾的詛咒。接下來需要在红月之夜进行传统的驱魔仪式，就能將紅熊貓封印在随身的吊坠里。
不久后，蜜瑞、普莉亚和艾比过来看望美玲，知道美玲变成红熊猫的能力。美玲討厭自己在朋友面前難看的樣子而哭出聲，經過好友們的安慰，美玲發現只要她想著朋友就能讓內心平靜，自由控制住紅熊貓型態。三个人说四城男孩将要来多伦多举行演唱会，美玲兴奋不已。然而明不同意美玲前去，其他朋友的家长也都不同意赞助演唱会的门票。隔天，學校同學目擊美玲的紅熊貓型態欣喜若狂，讓美玲與朋友們灵机一动，可以販售美玲红熊猫型态的合照来赚钱。没过多久，美玲就成了学校最受歡迎的学生，就连死敌泰勒也请她在自己生日那天，變身成紅熊貓到家里開派對助兴，事成之後能給她們剩下所需的演唱會門票錢。美玲和好朋友们在派對過後闲谈时得知艾比搞錯演唱會日期，實際映期是25號，剛好是進行儀式的红月之夜，这个消息让美玲焦躁不安，不肯繼續為泰勒主持生日派對，泰勒因美玲毀約而拒絕付錢，甚至開始辱罵美玲的家庭，被大怒的美玲扑倒抓傷。這時，發現美玲偷偷賺錢的明趕到阻止衝突，明斥责美玲的三位好朋友给女儿带来负面影响，認為美玲是無辜的。面對朋友們求援的眼神，美玲不敢承認是自己主動策劃了賺錢行動，蜜瑞因此對美玲感到失望。
举行驱魔仪式前，美玲和她的家族成员们與道士高先生共进晚餐，她的父亲锦协助众人收拾用餐场地的时候，无意间在地下室发现美玲化身成红熊猫型态、和朋友们同欢的家庭摄影机影片，带着影片关心美玲，透露过去明为了他和外婆发生争执、化身成巨大红熊猫的过往，提点美玲接纳真实的自己，随后美玲在外婆、几位阿姨、高先生的帮助下，在宗祠进行驱魔仪式，高先生告訴美玲只要待在特定結界內，並搭配發自內心的歌聲就可以将红熊猫的魂魄从体内去除。仪式进行到中间，美玲望著紅熊貓魂魄痛苦的神情，回心转意决定保留红熊猫形态，并离开仪式跑去天虹体育馆看演唱会，她为先前沒有在泰勒的庆生派对事件勇敢说出自身的想法向三位好朋友致歉，獲得朋友們的原諒。四人还偶然發現泰勒也是四城男孩粉絲，雙方重修舊好一起狂歡。這時，憤怒的明破除吊墜的封印，化身為一隻高樓大小的巨大紅熊貓来到体育馆尋找美玲，大肆破坏表演场地吓跑观众。家人們及時趕到，要美玲引開明的注意，好布置驅魔結界，美玲化為紅熊貓和母亲正面對抗，運用紅熊貓的空騰能力打暈明，卻因為後者體型過大無法拉入結界範圍，外婆與阿姨們打破封印一起化身成紅熊貓前來助力，朋友們也和四城男孩用真誠的歌聲激活了結界，美玲的意識因此進入靈界，在那裏，美玲遇见變成少女外表的明在竹林內啜泣，向她哭诉自己永远无法达成外婆的期望，曾經出於憤怒变成红熊猫误伤外婆陷入自责。美玲安慰母親，带着她会晤外婆和阿姨们，外婆告知明不須為此事道歉、親自擁抱她后，為美玲献上祝福。随着外婆、阿姨们、明穿過靈界通道重新封印了红熊猫形态，明也意识到自己对女儿过于严苛，向女儿道歉，支持美玲可以按照自己的想法生活。美玲還在靈界裡遇見祖先新怡的靈魂，兩者變化成紅熊貓的型態，開心地遨翔在靈界之中。
此次事件后来被世人称作「紅猫熊事件」，美玲戲稱為成長的煩惱。经过这件事，美玲和明的关系更加亲密了，一家人为了筹备重建天虹体育馆的资金而积极招揽游客参观家族的祠堂。美玲体认每个人都有隐藏的特质，勇敢包容紅熊貓的另一面，还运用变身红熊猫的天赋，担任家族祠堂的导览。故事最后的镜头为美玲、亲友们、四城男孩在驱魔仪式后留下的签名纪念合照。
片尾彩蛋中，美玲向锦询问是否看见她的四城男孩唱片，而此时的锦正在地下室边播放四城男孩的乐曲边哼歌跳舞。

## 配音員
| 角色          | 角色              | 配音                 | 配音                        | 配音 | 配音                                                                |
| 中文名        | 英文名            | 美国                 | 臺灣                        | 香港 | 中国大陆                                                            |
| ------------- | ----------------- | -------------------- | --------------------------- | --- | ------------------------------------------------------------------- |
|               | Meilin "Mei" Lee  | 姜晋安               | 吳佳樺                      | 梁綺庭 | 王思琦                                                              |
| 李明          | Ming Lee          | 吳珊卓               | 杜素真                      | 邵美君 |                                                                     |
| 蜜瑞          | Miriam            | 艾娃·摩士            | 陳貞伃                      | 李楚瑩 | 王晴譞                                                              |
| 艾比          | Abby              | 朴惠仁               | 曾允凡                      | 麥紫筠 | 张笑语                                                              |
| 普莉亞        | Priya             | 麥崔伊·拉曼克莉希南  | 穆宣名                      | 黃芓喬 | 王艺璇                                                              |
| 李錦          | Jin Lee           | 奧里昂·李            | 宋克軍                      | 蔡忠衛 |                                                                     |
| 外婆          | Grandma           | 何煒晴               | 王華怡                      | 謝月美 |                                                                     |
| 泰勒          | Tyler             | 特里斯坦·阿萊里克·陳 | 賴緯                        | 馮天睿 |                                                                     |
| 芊姨婆        | Auntie Chen       | 洛瑞·坦·齊恩         | 陳季霞                      | 陳安瑩 |                                                                     |
| 莉莉          | Lily              | 米婭·田野            | 張乃文                      | 蘇青鳳 |                                                                     |
| 海倫          | Helen             | 雪莉·寇拉            | 崔幗夫                      | 許盈 |                                                                     |
| 萍姨婆        | Auntie Ping       | 莉蓮·利姆            | 龍顯蕙                      | 林燕婷 |                                                                     |
| 高先生        | Mr. Gao           | 吳漢章               | 孫中台                      | 李忠強 |                                                                     |
| 羅貝，4*Town  | Robaire，4*Town   | 喬丹·費雪            | 婁峻碩                      | 賈澤麟 |                                                                     |
| 傑西，4*Town  | Jesse，4*Town     | 菲尼亞斯·奧康奈爾    | 黃偉晉                      | 陳祖兒 |                                                                     |
| 阿倫T，4*Town | Aaron T.，4*Town  | 托弗·吳              | 邱鋒澤                      | 黎景全 |                                                                     |
| 太陽，4*Town  | Tae Young，4*Town | 格雷森·維拉紐瓦      | 賴晏駒                      | 陳振聲 |                                                                     |
| 阿倫Z，4*Town | Aaron Z.，4*Town  | 喬許·列維            | 陳零九                      | 賈澤麟 |                                                                     |
| 凱老師        | Mr. Kieslowski    | 薩沙·羅伊茨          | 李勇                        | 李建良 |                                                                     |
| 戴文          | Devon             | 艾迪·錢德勒          | 王辰驊                      | 陳振聲 |                                                                     |
| 黛西          | Stacy Frick       | 莉莉·桑菲利波        | 薛晴                        | 李樂怡 |                                                                     |
|               |                   |                      | 孫若薇 張至超 馬至慧 胡樂薇 | 顧詠雪 林寶怡 張耕夢 高楚陽 陳晞爾 李芯怡 吳橋 梁偉基 梁朗賢 陳希敏 謝劭程 陳旭恆 馬慧琪 賴芸芬 葉嘉敏 李家輝 | 徐子萱 马天芮 房宣辰 张致远 金诚 朱茗妙 孙一诺 王思涵 张润芊 高梓航 |

此外，安-瑪莉將客串聲演美美的朋友之一勞倫。

## 緣起與製作
2017年石之予完成短片作品《包寶寶》後，皮克斯邀請她為一部長篇電影提出三個想法。她提出的概念都是以少女為中心的成人故事。後來，石之予從自己的親身經歷取材，稱「每個人都有這樣的經驗，13歲的時候，感覺自己變成了一隻野生的、毛茸茸的、荷爾蒙旺盛的野獸，我想這就是皮克斯會被這個想法吸引的原因」，並且在同年10月31日正式向皮克斯提交個人的創作概念。
2018年11月26日，據報導《包寶寶》的編劇和導演石之予將執導一部皮克斯長篇電影，使她成為皮克斯第一個有色人種女導演。2020年12月10日，皮克斯動畫工作室在迪士尼投資者日上正式宣佈正在製作一部有關青春期女孩的電影，由石之予執導，琳賽·柯林斯擔任製片人，並預定於2022年3月11日上映。2021年7月13日，釋出前導預告片，並宣佈姜晋安和吳珊卓加入主要配音陣容。
這部電影的創意總監也是皮克斯的第一個全女性團隊，皮克斯的首席執行官吉姆·莫瑞斯（Jim Morris）表示這是「非常自然地發生」，而不是有意為之 。莫瑞斯稱道，這部電影是皮克斯歷年電影裡最快開發完成的電影，從開發至完成共耗時4年。

## 音樂
負責多部電影作曲的魯德溫·葛瑞森擔任《熊抱青春記》的配樂製作，怪奇比莉和菲尼亞斯·奧康奈爾則負責為劇中的的男孩樂隊4*Town創作三首原創歌曲，華特迪士尼唱片公司將於2022年3月11日發行《熊抱青春記》的數位版原聲帶專輯。在電影的日文配音版本中，日本男團Da-iCE將作為4*Town男團的成員特別配音，同時演唱日文配音版本的“Nobody Like U”。
该电影中文原声带曲表目如下。
| Turning Red (Original Motion Picture Soundtrack) 《青春变形记》中文原声带 | Turning Red (Original Motion Picture Soundtrack) 《青春变形记》中文原声带 | Turning Red (Original Motion Picture Soundtrack) 《青春变形记》中文原声带 | Turning Red (Original Motion Picture Soundtrack) 《青春变形记》中文原声带 | Turning Red (Original Motion Picture Soundtrack) 《青春变形记》中文原声带          | Turning Red (Original Motion Picture Soundtrack) 《青春变形记》中文原声带 |
| 曲序                                                                      | 曲目                                                                      |                                                                           | 作曲                                                                      | 演唱/演奏                                                                          | 时长                                                                      |
| ------------------------------------------------------------------------- | ------------------------------------------------------------------------- | ------------------------------------------------------------------------- | ------------------------------------------------------------------------- | ---------------------------------------------------------------------------------- | ------------------------------------------------------------------------- |
| 1.                                                                        | Nobody Like U                                                             | 比莉·艾利什、菲尼亞斯·奧康奈爾                                            | 比莉·艾利什、菲尼亞斯·奧康奈爾                                            | 喬丹·費雪、菲尼亞斯·奧康奈爾、托弗·吳、格雷森·維拉紐瓦、喬許·列維                  | 2:40                                                                      |
| 2.                                                                        | 1 True Love                                                               | 比莉·艾利什、菲尼亞斯·奧康奈爾                                            | 比莉·艾利什、菲尼亞斯·奧康奈爾                                            | 喬丹·費雪、菲尼亞斯·奧康奈爾、托弗·吳、格雷森·維拉紐瓦、喬許·列維                  | 3:19                                                                      |
| 3.                                                                        | U Know What's Up                                                          | 比莉·艾利什、菲尼亞斯·奧康奈爾                                            | 比莉·艾利什、菲尼亞斯·奧康奈爾                                            | 喬丹·費雪、菲尼亞斯·奧康奈爾、托弗·吳、格雷森·維拉紐瓦、喬許·列維                  | 3:08                                                                      |
| 4.                                                                        | 王者的骄傲（中文主题曲，基于《U Know What's Up》重新填词）                | 陳少琪                                                                    | 比莉·艾利什、菲尼亞斯·奧康奈爾                                            | 五堅情                                                                             | 3:08                                                                      |
| 5.                                                                        | Family                                                                    |                                                                           | 比莉·艾利什、菲尼亞斯·奧康奈爾                                            | 魯德溫·葛瑞森                                                                      | 0:40                                                                      |
| 6.                                                                        | Turning Red                                                               |                                                                           | 魯德溫·葛瑞森                                                             | 魯德溫·葛瑞森                                                                      | 2:10                                                                      |
| 7.                                                                        | Meilin Lee                                                                |                                                                           | 魯德溫·葛瑞森                                                             | 魯德溫·葛瑞森                                                                      | 0:58                                                                      |
| 8.                                                                        | Temple Duties                                                             |                                                                           | 魯德溫·葛瑞森                                                             | 魯德溫·葛瑞森                                                                      | 1:13                                                                      |
| 9.                                                                        | Jin's Family Dinner                                                       |                                                                           | 魯德溫·葛瑞森                                                             | 魯德溫·葛瑞森                                                                      | 0:56                                                                      |
| 10.                                                                       | Drawing Love                                                              |                                                                           | 魯德溫·葛瑞森                                                             | 魯德溫·葛瑞森                                                                      | 2:15                                                                      |
| 11.                                                                       | Never Again Dream                                                         |                                                                           | 魯德溫·葛瑞森                                                             | 魯德溫·葛瑞森                                                                      | 1:34                                                                      |
| 12.                                                                       | Turning Panda                                                             |                                                                           | 魯德溫·葛瑞森                                                             | 魯德溫·葛瑞森                                                                      | 2:16                                                                      |
| 13.                                                                       | Panda-monium                                                              |                                                                           | 魯德溫·葛瑞森                                                             | 魯德溫·葛瑞森                                                                      | 2:34                                                                      |
| 14.                                                                       | Ancestors                                                                 |                                                                           | 魯德溫·葛瑞森                                                             | 魯德溫·葛瑞森                                                                      | 4:39                                                                      |
| 15.                                                                       | Inconvenient Genetics                                                     |                                                                           | 魯德溫·葛瑞森                                                             | 魯德溫·葛瑞森                                                                      | 3:35                                                                      |
| 16.                                                                       | U Know What's UP - The Panda Hustle Version                               | 比莉·艾利什、菲尼亞斯·奧康奈爾                                            | 比莉·艾利什、菲尼亞斯·奧康奈爾                                            | 喬丹·費雪、菲尼亞斯·奧康奈爾、托弗·吳、格雷森·維拉紐瓦、喬許·列維                  | 2:19                                                                      |
| 17.                                                                       | Tyler's Deal                                                              |                                                                           | 魯德溫·葛瑞森                                                             | 魯德溫·葛瑞森                                                                      | 2:19                                                                      |
| 18.                                                                       | The Aunties                                                               |                                                                           | 魯德溫·葛瑞森                                                             | 魯德溫·葛瑞森                                                                      | 0:37                                                                      |
| 19.                                                                       | Grandma's Warning                                                         |                                                                           | 魯德溫·葛瑞森                                                             | 魯德溫·葛瑞森                                                                      | 1:31                                                                      |
| 20.                                                                       | Keeping The Panda                                                         |                                                                           | 魯德溫·葛瑞森                                                             | 魯德溫·葛瑞森                                                                      | 5:14                                                                      |
| 21.                                                                       | Dad Talk                                                                  |                                                                           | 魯德溫·葛瑞森                                                             | 魯德溫·葛瑞森                                                                      | 2:28                                                                      |
| 22.                                                                       | Red Moon Ritual                                                           |                                                                           | 魯德溫·葛瑞森                                                             | 魯德溫·葛瑞森                                                                      | 3:19                                                                      |
| 23.                                                                       | I'm Keeping It                                                            |                                                                           | 魯德溫·葛瑞森                                                             | 魯德溫·葛瑞森                                                                      | 1:42                                                                      |
| 24.                                                                       | Making It Right                                                           |                                                                           | 魯德溫·葛瑞森                                                             | 魯德溫·葛瑞森                                                                      | 1:59                                                                      |
| 25.                                                                       | Unleashing The Panda                                                      |                                                                           | 魯德溫·葛瑞森                                                             | 魯德溫·葛瑞森                                                                      | 2:06                                                                      |
| 26.                                                                       | Stadium Ritual                                                            |                                                                           | 魯德溫·葛瑞森                                                             | 魯德溫·葛瑞森                                                                      | 2:00                                                                      |
| 27.                                                                       | Pandas Unite / Nobody Like U (Reprise)                                    | 比莉·艾利什、菲尼亞斯·奧康奈爾                                            | 比莉·艾利什、菲尼亞斯·奧康奈爾                                            | 魯德溫·葛瑞森、喬丹·費雪、菲尼亞斯·奧康奈爾、托弗·吳、格雷森·維拉紐瓦、喬許·列維等 | 3:05                                                                      |
| 28.                                                                       | The Real Ming                                                             |                                                                           | 魯德溫·葛瑞森                                                             | 魯德溫·葛瑞森                                                                      | 1:59                                                                      |
| 29.                                                                       | No Going Back                                                             |                                                                           | 魯德溫·葛瑞森                                                             | 魯德溫·葛瑞森                                                                      | 3:13                                                                      |
| 30.                                                                       | Let Your Inner Panda Out                                                  |                                                                           | 魯德溫·葛瑞森                                                             | 魯德溫·葛瑞森                                                                      | 1:30                                                                      |
| 31.                                                                       | Nobody Like U - Instrumental                                              |                                                                           | 比莉·艾利什、菲尼亞斯·奧康奈爾                                            | 菲尼亞斯·奧康奈爾                                                                  | 2:40                                                                      |
| 32.                                                                       | 1 True Love - Instrumental                                                |                                                                           | 比莉·艾利什、菲尼亞斯·奧康奈爾                                            | 菲尼亞斯·奧康奈爾                                                                  | 3:19                                                                      |
| 33.                                                                       | U Know What's Up - Instrumental                                           |                                                                           | 比莉·艾利什、菲尼亞斯·奧康奈爾                                            | 菲尼亞斯·奧康奈爾                                                                  | 3:08                                                                      |

## 主題和解讀
多数影评人指出，《青春養成記》涉及的主题含括青春期、家庭、友谊、接纳真实自我的成长蜕变。《英国广播公司新闻网》的尼可拉斯·巴伯（英語：Nicholas Barber）在影评裡称，发现自己变成红熊猫的美玲躲在浴室裡，对她新生的腋毛和体味感到厌恶，隐晦地暗示青春期的变化。
尼可拉斯·巴伯对剧中隐喻青春期的解读和《FOX 10》的卡洛琳·赛迪（英語：Caroline Siede）在文章裡谈及青春期的观点相同。卡洛琳·赛迪在影评裡更进一步谈道，美玲和父母关係关係良好，但有时候会在她的校园生活和对于过度保护、以家庭为中心的母亲明之间的关係感到痛苦，同时美玲开始在家庭之外培养兴趣，努力与一个显然更愿意让女儿维持不变的妈妈平衡这一点。她认为《青春变形记》同样是关于成长和在家庭之外塑造自己的身份、所带来的更广泛的情感动盪，着眼于作为一个补述女孩成长过程中復杂的情感现实，像是和《脑筋急转弯》相辅相成的作品，但它同样让人感觉像是《勇敢传说》的精神续集，写道美玲的变身与她的情绪起伏有关，但是健康的管理情绪和不健康地否认情绪变得无异，尤其是身处在一个不公平期待人们待在框架裡的世界。
2022年9月，家庭治療師暨婚姻治療師史蒂芬妮·耶茨安雅布雷（英語：Stephanie Yates-Anyabwile）在《GQ》發表分析電影親子互動的影片中，解析李明發現美玲繪製暗戀對象德文的圖畫、當著美玲的面前數落德文後，造成美玲對自己繪製德文圖畫的舉動感到懊惱羞愧的橋段，史蒂芬妮指出，當父母侵犯孩子的隱私時，父母以為自己向孩子傳遞出「我會保護你」的訊息，但是真正傳遞給孩子的反而是「不信任孩子」的訊息，她更進一步說道，暗戀是成長的一部分，但是李明的過度干涉、用批評和指責的方式表達愛與保護，其實是阻礙孩子在某領域的自信養成，更剝奪美玲自己解決這項問題的機會，這反而會讓美玲成年時欠缺自己解決問題的技巧。

## 發行
《熊抱青春記》原定於2022年3月11日在美國院線上映。2022年1月，受嚴重急性呼吸道症候群冠狀病毒2型Omicron變異株影響，迪士尼宣佈該片將與《靈魂急轉彎》和《路卡的夏天》一樣直接上線Disney+，而沒有Disney+的地區則維持院線上映。受2022年俄乌军事冲突影响，迪士尼决定不在俄罗斯发行影片。
《Screen Rant》的托馬斯·萊斯布里奇（英語：Thomas Lethbridge）在總結2022年票房炸彈電影名冊的分析文章中寫道，本片雖然是在技術上是2022年度最大的票房炸彈，但這是一個數字只說明了一半實情的例子。原因是迪士尼受嚴重急性呼吸道症候群冠狀病毒疫情的影響，決定在其Disney+流媒體服務和電影中同時發布本片，同時代表著雖然 1.75億美元的預算只賺了2000萬美元看起來很糟糕，但它可能不符合真正的票房災難。托馬斯稱道，本片的發行為電影的發展方向提供了一個可能的指標。隨著越來越多的工作室擴展到家庭娛樂領域，現在流媒體有可能成為與院線同步的主要考慮因素。這可能反過來意味著票房數字不再是成功的主要指標，而本片在尼爾森（Nielsen）發布首週以17 億分鐘的觀看時間高居該平台的收視排行榜榜首。盡管在影院收入仍然是最大考慮因素的情況下，確定2022年最大的票房災難仍然相對簡單。然而本片同時證明這種情況可能不會持續太久。

## 评价
《熊抱青春記》整體獲得媒體和影評家的佳評居多，汇总媒体烂番茄收录290条评论，新鲜度95%，平均得分8.1/10。网站共识写道：“《青春变形记》温暖、幽默、画风精美、文化底蕴深厚，让皮克斯长久以来的合家欢精品再添一笔。”Metacritic收录53条评论，平均得分83/100，屬於「普遍讚譽」和獲得「必看佳作（Must-See）標籤」。
影片首轮点映结束后，影评人认可影片的剧情、配音及石之予的执导工作。《华盛顿邮报》的迈克尔·奥沙利文（Michael O'Sullivan） 给予4颗星的佳评，称这部电影表达出更大、更广泛的普世讯息：「不让事情总是落在掌控范围之中是好的，可以展现个人独特的一面。」，解释若对西格蒙德·弗洛伊德作出释义，红熊猫便只是红熊猫，有时候这隐喻着内在的创造力火花，个人独创性的光芒应该被加以珍惜，不是将它熄灭；石之予则针对本片证明她理解许多层面。《卫报》的班杰明·李（Benjamin Lee） 给予本片三颗星（满分五颗星）的评比分数，评论此片「这是趟花俏且令人转移注意力，同时鞭闢入裡的旅程，但是《青春变形记》并不是一部游走在边缘的皮克斯电影，希望次回的作品能转变成更为珍贵的事物」。《IGN》的席德杭特·阿拉克哈（Siddhant Adlakha）给予本片超过9颗星（满分10颗星）的高度评价，说道：「作为用魔法变形比喻个人和文化转变的故事，《青春变形记》是皮克斯年度最有趣且最富想像力的电影，不仅捕捉青春期的野性能量，使用流行艺人作为窥探青春期的无时限视角，还用愉悦且友善的方式诉说有关家庭和友谊的故事。」 除了加拿大的华裔观众以外，该片亦获得韩国、南亚区域的观众好评。
《芝加哥太阳报》的理查·罗伊柏（Richard Roeper）在满分四颗星的评分标准裡给本片两颗半星，写道：「这部电影的主要问题，出在总是需要美玲激发愤怒可憎的脚本上，而且她的母亲在整篇故事裡的表现像是头怪兽，取用不断增加的超自然元素向《魔鬼剋星系列》致敬。」。
2022年，爛番茄網站整理「有史以來最好的81部亞裔美國電影」名單，《青春養成記》排名第14名。Metacritic依照加權平均分數結算2022年前50名電影排行榜，本片名列該站年度最佳動畫電影兼最佳電影第32名。2023年3月，本片在爛蕃茄發表「270部由21世紀女性執導的電影佳作」清單榜上有名。

## 相关事件
2022年3月《青春養成記》正式上映后，美国电影网站「CinemaBlend」的总经理肖恩·奥康奈尔（Sean O'Connell）因为在推特发表文章评论该片「只是拍给多伦多的亚裔观众看」、「有些皮克斯动画是普世的，但《青春变形记》不是，它的受众面很窄，自己就毫无共鸣。」，被片中的几位主要配音演员出面反驳和批判其涉及种族歧视的言论，事后肖恩的主编马科·罗登（Mack Rawden）补发致歉文，该篇影评文章亦被删除，肖恩自己也发表了道歉声明。《娱乐周刊》编辑针对此事评论「网络有记忆，道歉无法抹煞种族歧视的不当言词」，指称「这不是初级小编犯的错误，这代表一家媒体负责人的立场，那这种媒体还能看吗？」。
肖恩的發文也造成某些家長們和觀眾對影片中的角色特異性提出更進一步的評語，指出面向家庭族群的電影含括青春期、少年早戀、性議題、違抗家長等普遍認為最好交給家長們個別和孩子們討論的議題，其他媒體如《紐約時報》、《每日野獸》、《大西洋雜誌》、《Vox》的影評家對此回應這些評論實屬不合時宜，稱這些自然的議題其實是反映13歲少女的真實情況，不該被視為忌諱，同時稱譽這部電影如實呈現這些行為的真實寫照。
同年3月份，石之予與執導2021年動畫電影《龍與雀斑公主》的日本動畫導演細田守透過網路視訊通話，交流各自在製作《青春養成記》、《龍與雀斑公主》的過程與心得，細田守在這次訪談中讚譽石之予呈現電腦圖像的動畫效果和刻畫故事的細膩程度，同時繪製了《青春養成記》主角李美玲和《龍與雀斑公主》主角內藤鈴在虛擬世界作為歌手「貝兒」身份的合影紀念圖贈與石之予。

## 榮譽
| 獎項                               | 頒獎日期            | 獎項類別                        | 提名或獲獎者                                                                | 結果       | 參考來源      |
| ---------------------------------- | ------------------- | ------------------------------- | --------------------------------------------------------------------------- | ---------- | ------------- |
| 好萊塢影評人協會季中電影獎         | 2022年7月1日        | 最佳影片獎                      | 《青春養成記》                                                              | 提名       | [ 42 ]        |
| 金預告獎                           | 2022年10月6日       | 電影最佳動畫預告片              | 「靴子與貓」 (ZEALOT)                                                       | 提名       | [ 43 ] [ 44 ] |
| 好萊塢傳媒音樂大獎                 | 2022年11月16日      | 最佳動畫原創音樂獎              | FINNEAS and Ludwig Göransson                                                | 提名       | [ 45 ]        |
| 好萊塢傳媒音樂大獎                 | 2022年11月16日      | 最佳動畫原創歌曲獎              | Billie Eilish and Finneas O'Connell ("Nobody Like U")                       | 提名       | [ 45 ]        |
| 好萊塢傳媒音樂大獎                 | 2022年11月16日      | 最佳原聲帶獎                    | Finneas O'Connell, Ludwig Göransson, 4*TOWN                                 | 提名       | [ 45 ]        |
| 波士頓影評人協會                   | 2022年12月11日      | 最佳動畫片獎                    | 《青春養成記》                                                              | 獲獎       | [ 46 ]        |
| 拉斯維加斯影評人協會               | 2022年12月18日      | 最佳動畫片獎                    | 《青春養成記》                                                              | 提名       | [ 47 ]        |
| 拉斯維加斯影評人協會               | 2022年12月18日      | 最佳家庭片                      | 《青春養成記》                                                              | 提名       | [ 47 ]        |
| 拉斯維加斯影評人協會               | 2022年12月18日      | 年度出色電影製作人獎            | 石之予                                                                      | 提名       | [ 47 ]        |
| 華盛頓特區影評人協會               | 2022年12月12日      | 最佳動畫片獎                    | 《青春養成記》                                                              | 提名       | [ 48 ]        |
| 華盛頓特區影評人協會               | 2022年12月12日      | 最佳配音演出獎                  | 姜晉安                                                                      | 提名       | [ 48 ]        |
| 華盛頓特區影評人協會               | 2022年12月12日      | 最佳配音演出獎                  | 吳珊卓                                                                      | 提名       | [ 48 ]        |
| 芝加哥影評人協會                   | 2022年12月14日      | 最佳動畫片獎                    | 《青春養成記》                                                              | 提名       | [ 49 ] [ 50 ] |
| 鳳凰影評圈協會獎                   | 2022年12月15日      | 最佳動畫片獎                    | 《青春養成記》                                                              | 提名       | [ 51 ] [ 52 ] |
| 費城影評人協會獎                   | 2022年12月18日      | 最佳動畫片獎                    | 《青春養成記》                                                              | 亚军       | [ 53 ]        |
| 北德克薩斯影評人協會               | 2022年12月18日      | 最佳動畫片獎                    | 《青春養成記》                                                              | 提名       | [ 54 ]        |
| 聖路易斯影評人協會                 | 2022年12月18日      | 最佳動畫片獎                    | 《青春養成記》                                                              | 提名       | [ 55 ]        |
| 美國印第安納記者聯盟               | 2022年12月18日      | 最佳動畫片獎                    | 《青春養成記》                                                              | 提名       | [ 56 ]        |
| 美國印第安納記者聯盟               | 2022年12月18日      | 最佳人聲/動作捕捉表演           | 姜晉安                                                                      | 提名       | [ 56 ]        |
| 美國印第安納記者聯盟               | 2022年12月18日      | 最佳配樂                        | Ludwig Göransson                                                            | 提名       | [ 56 ]        |
| 美國印第安納記者聯盟               | 2022年12月18日      | 年度出色獎                      | 石之予                                                                      | 提名       | [ 56 ]        |
| 女性影評人協會                     | 2022年12月19日      | 最佳動畫女性獎                  | 李美玲                                                                      | 獲獎       | [ 57 ]        |
| 在線女性影評人協會                 | 2022年12月20日      | 最佳動畫獎                      | 《青春養成記》                                                              | 提名       | [ 58 ]        |
| 在線女性影評人協會                 | 2022年12月20日      | 羅西獎                          | 《青春養成記》                                                              | 提名       | [ 58 ]        |
| 佛羅里達影評人協會                 | 2022年12月21日      | 最佳動畫片獎                    | 《青春養成記》                                                              | 獲獎       | [ 59 ]        |
| 大西紐約影評人協會                 | 2022年12月30日      | 最佳動畫獎                      | 《青春養成記》                                                              | 提名       | [ 60 ]        |
| 北卡羅萊納影評人協會獎             | 2023年1月3日        | 最佳動畫片獎                    | 《青春養成記》                                                              | 提名       | [ 61 ]        |
| 北卡羅萊納影評人協會獎             | 2023年1月3日        | 最佳動畫或混合媒體聲演          | 姜晉安                                                                      | 提名       | [ 61 ]        |
| 北卡羅萊納影評人協會獎             | 2023年1月3日        | 最佳動畫或混合媒體聲演          | 吳珊卓                                                                      | 提名       | [ 61 ]        |
| 北卡羅萊納影評人協會獎             | 2023年1月3日        | 最佳導演處女作                  | 石之予                                                                      | 提名       | [ 61 ]        |
| 討論電影評論家獎                   | 2023年1月4日        | 最佳動畫片獎                    | 《青春養成記》                                                              | 提名       | [ 62 ]        |
| 紐約影評人協會獎                   | 2023年1月4日        | 最佳動畫片獎                    | 《青春養成記》                                                              | 提名       | [ 63 ] [ 64 ] |
| 女性電影記者聯盟                   | 2023年1月5日        | 最佳動畫片獎                    | 《青春養成記》                                                              | 提名       | [ 65 ] [ 66 ] |
| 女性電影記者聯盟                   | 2023年1月5日        | 最佳女性編劇                    | 石之予                                                                      | 提名       | [ 65 ] [ 66 ] |
| 女性電影記者聯盟                   | 2023年1月5日        | 最佳動畫女性                    | 李美玲（姜晉安）                                                            | 提名       | [ 65 ] [ 66 ] |
| 女性電影記者聯盟                   | 2023年1月5日        | 最佳動畫女性                    | 李明（吳珊卓）                                                              | 提名       | [ 65 ] [ 66 ] |
| 哥倫布影評人協會獎                 | 2023年1月5日        | 最佳動畫片獎                    | 《青春養成記》                                                              | 提名       | [ 67 ] [ 68 ] |
| 聖地牙哥影評人協會                 | 2023年1月6日        | 最佳動畫片獎                    | 《青春養成記》                                                              | 亚军       | [ 69 ]        |
| 奧斯汀影評人協會                   | 2023年1月10日       | 最佳動畫片獎                    | 《青春養成記》                                                              | 提名       | [ 70 ] [ 71 ] |
| 奧斯汀影評人協會                   | 2023年1月10日       | 最佳首部長片                    | 石之予                                                                      | 提名       | [ 70 ] [ 71 ] |
| Gold House黃金名單                 | 2023年1月10日       | Gold List黃金名單最佳動畫作品   | 《青春養成記》                                                              | 獲獎       | [ 72 ]        |
| Gold House黃金名單                 | 2023年1月10日       | Gold List黃金名單最佳原創劇本獎 | 石之予、茱莉亞·趙                                                           | 榮譽提名獎 | [ 72 ]        |
| 金球獎                             | 2023年1月10日       | 最佳動畫片獎                    | 《青春養成記》                                                              | 提名       | [ 73 ]        |
| 2022年金番茄獎                     | 2023年1月13日       | 最佳動畫片                      | 《青春養成記》                                                              | 第二名     | [ 74 ]        |
| 2022年金番茄獎                     | 2023年1月13日       | 觀眾最愛獎                      | 《青春養成記》                                                              | 待定       | [ 75 ]        |
| 2022年金番茄獎                     | 2023年1月13日       | 年度最佳電影                    | 《青春養成記》                                                              | 第五名     | [ 76 ]        |
| 2022年金番茄獎                     | 2023年1月13日       | 年度最佳串流平台電影            | 《青春養成記》                                                              | 第二名     | [ 77 ]        |
| 評論家選擇電影獎                   | 2023年1月15日       | 最佳動畫                        | 《青春養成記》                                                              | 提名       | [ 78 ]        |
| 葛萊美獎                           | 2023年2月5日        | 葛萊美獎最佳影視媒體作品歌曲    | Billie Eilish and Finneas O'Connell ("Nobody Like U")                       | 提名       | [ 79 ]        |
| 衛星獎                             | 2023年2月11日       | 最佳動畫或混合媒體長片          | 《青春養成記》                                                              | 提名       | [ 80 ]        |
| 第50屆安妮獎                       | 2023年2月25日       | 最佳動畫片獎                    | 《青春養成記》                                                              | 提名       | [ 81 ]        |
| 第50屆安妮獎                       | 2023年2月25日       | 最佳動畫長片角色                | Teresa Falcone                                                              | 提名       | [ 81 ]        |
| 第50屆安妮獎                       | 2023年2月25日       | 最佳動畫長片角色                | Eric Anderson                                                               | 提名       | [ 81 ]        |
| 第50屆安妮獎                       | 2023年2月25日       | 最佳動畫長片導演                | 石之予                                                                      | 提名       | [ 81 ]        |
| 第50屆安妮獎                       | 2023年2月25日       | 最佳長編作品編集獎              | Nicholas Smith, Steve Bloom, David Suther, Anna Wolitzky, Christopher Zuber | 提名       | [ 81 ]        |
| 第50屆安妮獎                       | 2023年2月25日       | 最佳音樂獎                      | Finneas O'Connell, Ludwig Göransson, 4*TOWN                                 | 提名       | [ 81 ]        |
| 第50屆安妮獎                       | 2023年2月25日       | 最佳編劇獎                      | 石之予、茱莉亞·趙                                                           | 提名       | [ 81 ]        |
| 拉丁娛樂記者協會                   | 2023年2月26日(LEJA) | 最佳動畫片                      | 《青春養成記》                                                              | 提名       | [ 82 ]        |
| 下一個最佳電影獎（NBP Film Award） | 2023年2月28日       | 最佳動畫片                      | 《青春養成記》                                                              | 提名       | [ 83 ]        |
| 下一個最佳電影獎（NBP Film Award） | 2023年2月28日       | 最佳聲演獎                      | 姜晉安                                                                      | 提名       | [ 83 ]        |
| 下一個最佳電影獎（NBP Film Award） | 2023年2月28日       | 最佳初演導演獎                  | 石之予                                                                      | 提名       | [ 83 ]        |
| 下一個最佳電影獎（NBP Film Award） | 2023年2月28日       | 最佳原創歌曲獎                  | 《Nobody Like U》                                                           | 提名       | [ 83 ]        |
| 奧斯卡金像獎                       | 2023年3月12日       | 最佳動畫片                      | 石之予、琳賽·柯林斯                                                         | 提名       | [ 84 ] [ 85 ] |

## 家庭媒體
《熊抱青春記》於2022年4月26日發佈數位檔案下載服務，2022年5月3日發行4K超高清、藍光和DVD。